# 麦克斯韦陨石坑

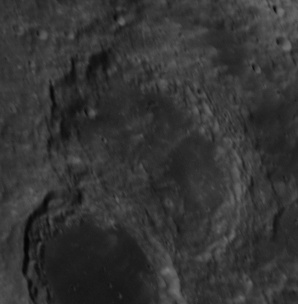
阿波罗14号哈苏相机相机拍摄的斜视图

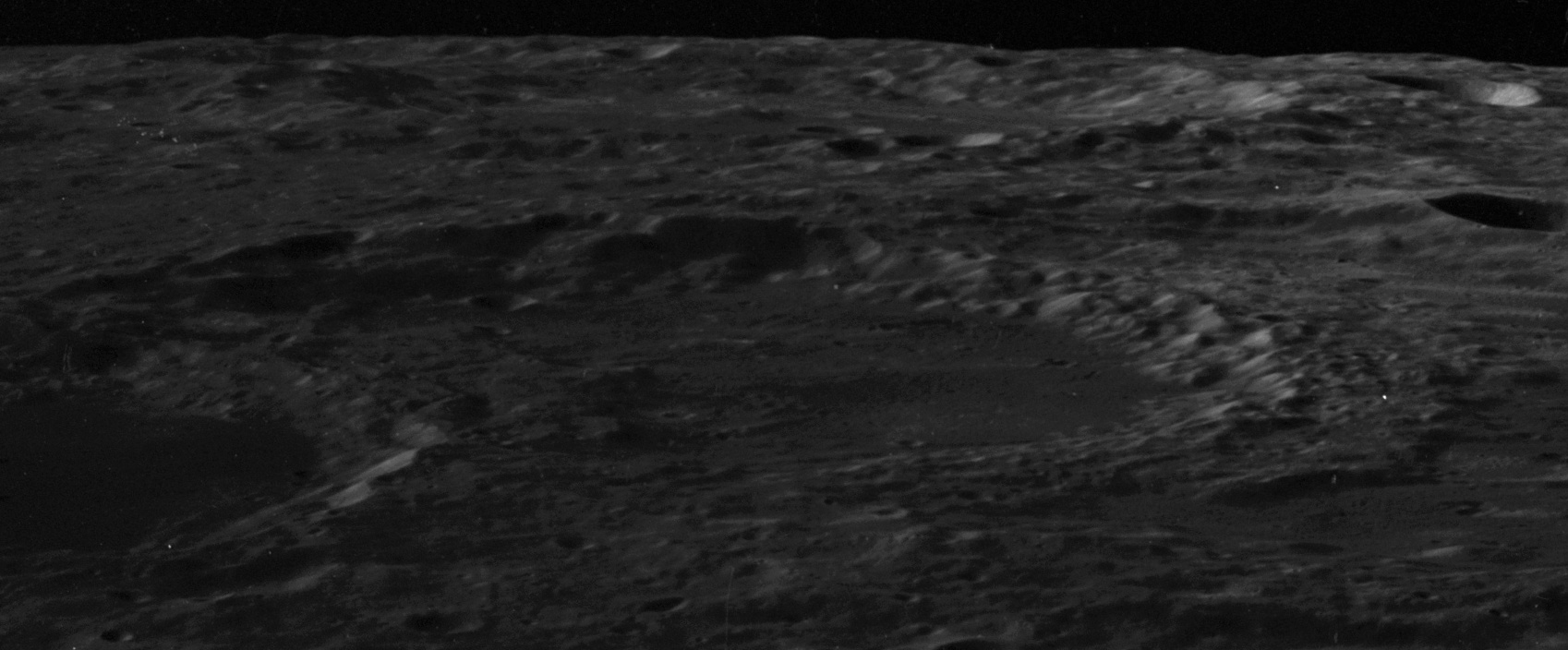
阿波罗14号拍摄斜视照，面朝西北，左边是罗蒙诺索夫环形山。

麦克斯韦陨石坑（英語：Maxwell）是月球背面以英格兰数学家暨物理学家詹姆斯·克拉克·麦克斯韦之名命名的撞击坑。它坐落在更大的撞击坑里查孙环形山的西南部，麦克斯韦陨石坑的南部重叠着已被部分淹埋的罗蒙诺索夫环形山；它的东南偏南缘连接着较小的爱迪生陨石坑，西南则是直径更大的约里奥环形山。
麦克斯韦陨石坑遗留下来的外侧边缘不太均匀，与理查孙环形山的交界也不清晰，只有西侧边缘结构尚为完好，但那里仍已受磨损和侵蚀；坑内地表相对平坦并显示有低反照率斑块，可能是撞击形成的熔融玄武质熔岩。地表上沾满来自东北偏北乔尔丹诺·布鲁诺陨石坑溅发的射纹物质，使表面变得更亮。陨坑南部重叠着罗蒙诺索夫陨石坑的外侧垒壁。
此前，该陨石坑曾被国际天文联合会命名为"撞击坑112"。